# Resolutie 1387 Veiligheidsraad Verenigde Naties
Resolutie 1387 van de Veiligheidsraad van de Verenigde Naties was de eerste resolutie die door de VN-Veiligheidsraad werd aangenomen in 2002. Dat gebeurde unaniem op 15 januari.

## Achtergrond
In 1980 overleed de Joegoslavische leider Tito, die decennialang de bindende kracht was geweest tussen de zes deelstaten van het land. Na zijn dood kende het nationalisme een sterke opmars en in 1991 verklaarde Kroatië zich onafhankelijk. Daarop volgde de Kroatische Onafhankelijkheidsoorlog, tijdens dewelke het Joegoslavische Volksleger het strategisch gelegen schiereilandje Prevlaka innam. In 1996 kwamen Kroatië en Joegoslavië overeen Prevlaka te demilitariseren, waarop VN-waarnemers van UNMOP kwamen om daarop toe te zien. Deze missie bleef uiteindelijk tot 2002 aanwezig.

## Inhoud

### Waarnemingen
In 1992 was Kroatië met de Federale Republiek Joegoslavië (Servië en Montenegro) overeengekomen het – door beiden betwiste – schiereiland Prevlaka te demilitariseren. De situatie bleef nu grotendeels rustig in de gedemilitariseerde UNMOP-zone. De twee landen hadden ook beslist samen een grenscommissie op te richten.

### Handelingen
De VN-militaire waarnemers in Prevlaka werden geautoriseerd om tot 15 juli te blijven toezien op de demilitarisatie van het schiereiland. De partijen werden opgeroepen de schendingen daarvan te stoppen. De Veiligheidsraad verwelkomde ook nog dat beiden hun onderlinge betrekkingen verder normaliseerden en dat ze een grenscommissie hadden opgericht.

## Verwante resoluties
- Resolutie 1367 Veiligheidsraad Verenigde Naties (2001)
- Resolutie 1371 Veiligheidsraad Verenigde Naties (2001)
- Resolutie 1396 Veiligheidsraad Verenigde Naties
- Resolutie 1411 Veiligheidsraad Verenigde Naties

Lijst ·  1387 ·  1388 ·  1389 ·  1390 ·  1391 ·  1392 ·  1393 ·  1394 ·  1395 ·  1396 ·  1397 ·  1398 ·  1399 ·  1400 ·  1401 ·  1402 ·  1403 ·  1404 ·  1405 ·  1406 ·  1407 ·  1408 ·  1409 ·  1410 ·  1411 ·  1412 ·  1413 ·  1414 ·  1415 ·  1416 ·  1417 ·  1418 ·  1419 ·  1420 ·  1421 ·  1422 ·  1423 ·  1424 ·  1425 ·  1426 ·  1427 ·  1428 ·  1429 ·  1430 ·  1431 ·  1432 ·  1433 ·  1434 ·  1435 ·  1436 ·  1437 ·  1438 ·  1439 ·  1440 ·  1441 ·  1442 ·  1443 ·  1444 ·  1445 ·  1446 ·  1447 ·  1448 ·  1449 ·  1450 ·  1451 ·  1452 ·  1453 ·  1454